# Vulcania w Saint-Ours
Europejski Park Wulkanizmu „Vulcania” (fr. Vulcania. Parc européen du volcanisme) – park tematyczny poświęcony wulkanom i zjawiskom wulkanicznym, położony na terenie wygasłego pasma wulkanicznego Chaîne des Puys w Masywie Centralnym. Obiekt położony jest na terenie gminy Saint-Ours-les-Roches (15 km na zachód od Clermont-Ferrand), w Owernii, w środkowej Francji. Głównym architektem parku był Austriak Hans Hollein. Większość sal znajduje się pod ziemią, jedynie stożek wulkaniczny – symbol parku – oraz budynek restauracji znajdują się na powierzchni. Ideą parku było harmonijne wkomponowanie się w krajobraz.

## Historia
Vulcania została otwarta w 2002, a inicjatorem jej budowy był Valéry Giscard d’Estaing, prezydent regionu Owernii, wcześniej prezydent Francji, choć pomysł na realizację takiego parku istniały wcześniej, m.in. proponowano wykuć go we wnętrzu wulkanu Puy de Dôme. Projekt Vulcanii spotkał się z krytyką, m.in. ekologów. Vulcania ma również kłopoty finansowe, gdyż liczba zwiedzających nie osiągnęła planowanego poziomu. W 2004 odwiedziło park 420 tys. osób, mimo to Vulcania wykazała straty w wysokości 1,7 mln euro. W 2005 Vulcanię odwiedziło 355 tys. gości. Podjęto wówczas decyzję o redukcji personelu obsługującego park.

## Atrakcje
Vulcania postawiła sobie za cel połączenie rozrywki dla całej rodziny z poszerzaniem wiedzy o zjawiskach wulkanicznych. Proponuje kilkanaście sal, w których można poznać geologię Ziemi, zobaczyć skutki erupcji wulkanicznej, przeżyć trzęsienie ziemi itp.

### Kolejki górskie

#### W budowie
Park Vulcania planuje w 2021 roku uruchomienie rodzinnej kolejki górskiej.
| # | Nazwa            | Producent | Planowane otwarcie | Typ                       | Wysokość [m] | Prędkość [km/h] | Źródło |
| - | ---------------- | --------- | ------------------ | ------------------------- | ------------ | --------------- | ------ |
| 1 | Batiment Coaster | Intamin   | 2021               | rodzinny launched coaster | 16           | ?               | [ 1 ]  |